# Sentencia de Medina del Campo

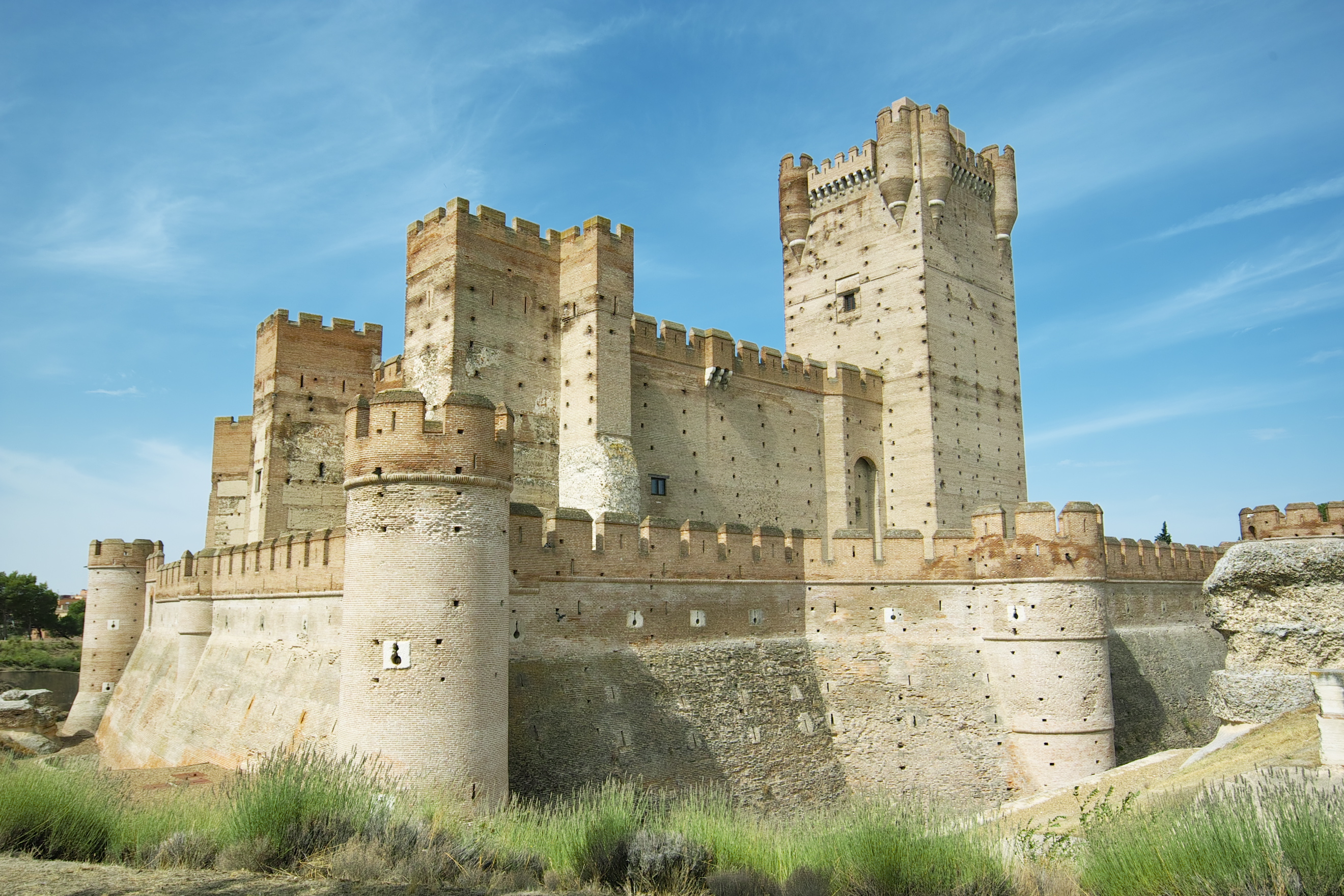
Castillo de La Mota en Medina del Campo.

La sentencia de Medina del Campo fue un tratado redactado en Medina del Campo el 3 de julio de 1441 en el que la facción de la nobleza de la Corona de Castilla encabezada por el infante de Aragón don Juan, rey consorte de Navarra, impuso sus condiciones a la facción derrotada encabezada por el condestable de Castilla don Álvaro de Luna y que contaba con el apoyo del rey Juan II de Castilla. El capítulo principal de la sentencia fue el destierro de la corte castellana del condestable don Álvaro de Luna durante seis años. Sin embargo, la sentencia no puso fin a la guerra civil castellana de 1437-1445 ya que a aquella le seguiría dos años después el golpe de Rámaga y no terminaría hasta 1445 con la batalla de Olmedo donde el vencedor final fue la facción encabezada por don Álvaro de Luna, derrotada momentáneamente en 1441.

## Antecedentes
Incumpliendo el acuerdo de Castronuño de octubre de 1439 el condestable don Álvaro de Luna siguió en contacto con el rey Juan II de Castilla por medio de los nobles de su facción que se encontraban en la corte, lo que provocó la intervención de don Juan de Navarra y de los nobles de la Liga opuesta al condestable que le exigieron al rey «que jurase de no librar ni fazer cosa alguna salvo con consejo dellos». El 17 de enero de 1440, al día siguiente de recibir el mensaje, el rey decidió fugarse de la corte, que ese momento se encontraba en Madrigal, junto con el príncipe de Asturias y los nobles partidarios de don Álvaro. Ante esta actitud del rey Juan II el rey de Navarra abandonó la posición de mediador que había mantenido hasta entonces y se sumó al bando de la Liga nobiliaria. Lo mismo hicieron su hermana, la reina María, esposa del rey castellano, y el conde de Haro Pedro Fernández de Velasco garante del «Seguro de Tordesillas» que había permitido la reunión de los cabecillas en esa localidad.
Don Juan de Navarra dirigió sus huestes hacia Bonilla de la Sierra, donde se encontraba el rey Juan II tras su huida de Madrigal, apoderándose de Ávila, lo que obligó a Juan II a negociar un nuevo arreglo, para lo que nombró una embajada que se reuniría con don Juan y con el resto de cabecillas de la Liga nobiliaria en Madrigal. Allí los embajadores del rey recibieron un memorial dirigido a Juan II en el que se criticaba duramente el gobierno de Álvaro de Luna y a quien se llegaba a acusar de homosexual, «lo que fue siempre más denostado en España que por alguna que hombre sepa», y de tener embrujado al rey Juan II: «el dicho condestable tiene ligadas e atadas todas vuestras potencias corporales e animales por mágicas e deavolicas encantaciones». Finalmente se exigía que el rey dispusiera «la restitución de su libertad real e poder e onra». Al mismo tiempo los apoyos al rey y al condestable se iban reduciendo ya que las ciudades se pasaron al bando de la Liga y así lo pusieron de manifiesto las Cortes reunidas en Valladolid en mayo de 1440.
Finalmente el rey Juan II se vio obligado a ceder y accedió a reunirse con los infantes de Aragón y los líderes de la Liga en Valladolid, aceptando que fueran desterrados de la corte los más destacados partidarios de don Álvaro de Luna: el arzobispo de Sevilla Gutierre Álvarez de Toledo, el obispo de Segovia Lope de Barrientos y el conde de Alba Fernando Álvarez de Toledo y Sarmiento. Para sellar el pacto se celebró el 15 de septiembre de 1440 en la misma Valladolid la boda acordada en la Concordia de Toledo entre el príncipe de Asturias don Enrique y doña Blanca, hija del rey de Navarra.

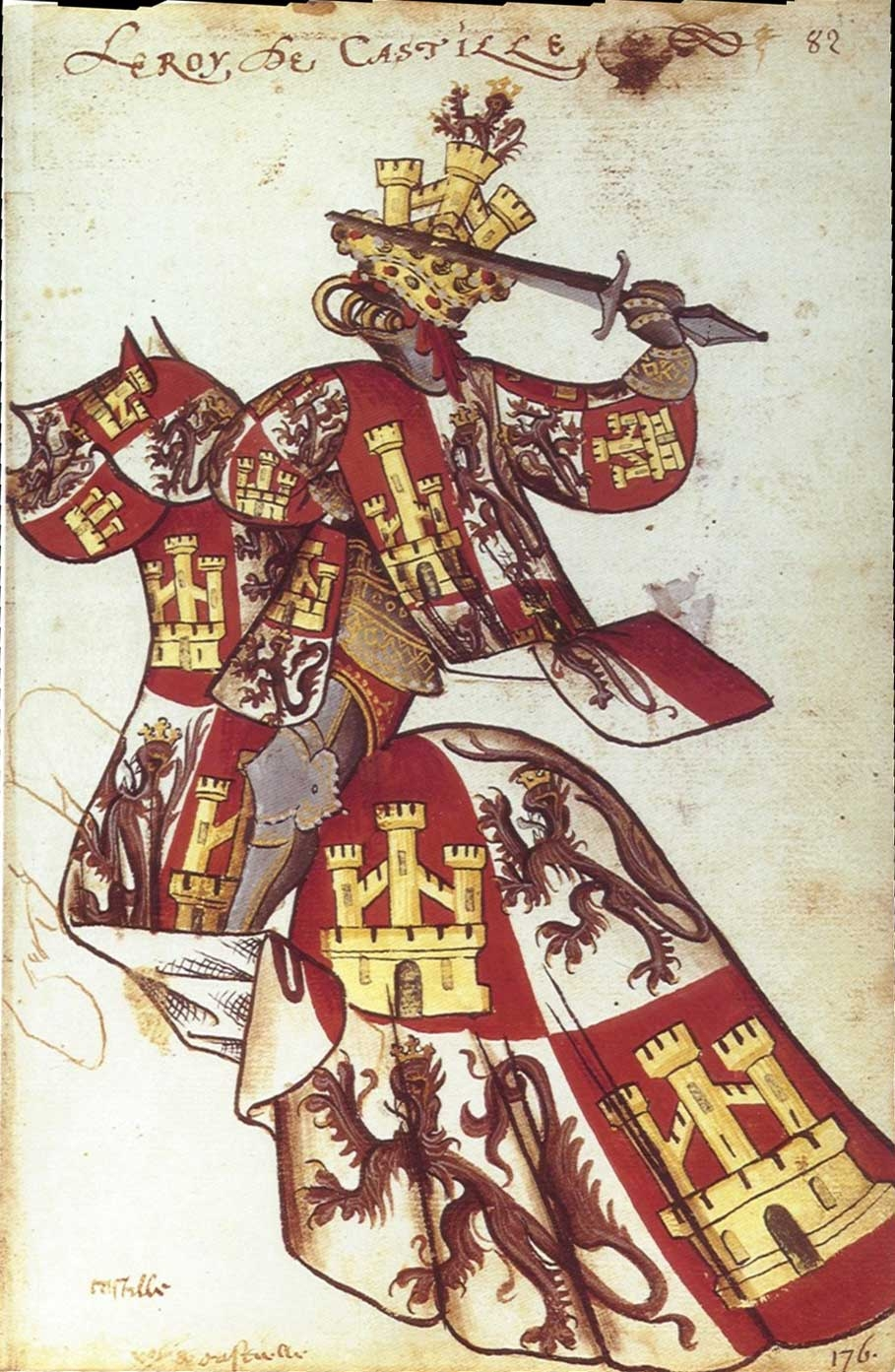
Juan II de Castilla con sus emblemas heráldicos.

Pero a principios de enero de 1441 el rey Juan II acompañado por el príncipe de Asturias se escapó de nuevo de la corte, situada en aquel momento en Arévalo, para librarse de la tutela de los infantes de Aragón y de la Liga, dirigiéndose a Ávila donde se encontró con los partidarios más destacados de don Álvaro de Luna encabezados por el arzobispo de Sevilla y el obispo de Segovia. Allí acordaron ponerse en contacto con el condestable para «consultar con él sobre los negocios e debates que eran en el reyno». La entrevista tuvo lugar el 6 de enero en El Tiemblo y al día siguiente enviaron un ultimátum a la Liga amenazándoles con la guerra si no disolvían sus huestes. La respuesta de la Liga fue pedir que el «condestable saliese del reyno», como condición previa para llegar a algún acuerdo y el 21 de enero publicar un manifiesto en Arévalo en contra de don Álvaro de Luna y en el que hacían un llamamiento a las ciudades castellanas para que se unieran a la Liga en la guerra que iba a entablar contra el condestable. El documento comenzaba así: «Bien sabedes con quantos damnos e menoscabos estos reynos han conportado de veynte años a esta parte la privación del condestable con el dicho señor rey». Y a continuación se repetían los argumentos ya esgrimidos en el memorial entregado a los embajadores de Juan II en Madrigal, a los que se añadía uno nuevo: que don Álvaro de Luna pretendía tiranizar al príncipe de Asturias y a la reina doña María. Finalizaba diciendo que los firmantes, los infantes de Aragón y los nobles cabecillas de la Liga, «avemos acordado de tornar e tornamos al dicho condestable qualquier seguridad e seguridades… e las revocamos e anulamos… e le enviamos a desafiar por nuestros procuradores como a enemigo del dicho señor rey… e commo sembrador de scándalos e bollicios e zizanias».
Los primeros combates entre las dos facciones enfrentadas se produjeron en el valle del Tajo cuando una parte de las huestes de la Liga abandonaron Arévalo y cruzaron la sierra de Guadarrama para atacar Maqueda e Illescas en poder del condestable y de su hermano el arzobispo de Toledo. Esta última localidad fue tomada por don Íñigo López de Mendoza, así como Alcalá de Henares ocupada por el infante don Enrique, pero las huestes de la Liga no consiguieron apoderarse de Maqueda, bastión de don Álvaro de Luna, ni del alcázar de Madrid, donde se había hecho fuerte su hijo Juan de Luna y Pimentel. Al mismo tiempo otras fuerzas de la Liga se apoderaron de las posesiones del condestable al norte de la Sierra de Guadarrama como Riaza, Sepúlveda y Ayllón.
El condestable contraatacó en el valle del Tajo logrando vencer a las fuerzas de la Liga en la batalla de Torote, en las cercanías del río de ese nombre, que tuvo lugar el 7 de abril de 1441, y en la de Arroyo de Molina, cerca de Montánchez. A finales de abril cercó Torrijos donde se encontraba el infante de Aragón don Enrique quien pidió el auxilio del grueso de las huestes de la Liga concentradas en Arévalo bajo el mando de su hermano don Juan de Navarra. Aprovechando la marcha de las fuerzas de don Juan para ir socorrer a don Enrique sitiado en Torrijos, el ejército real, de acuerdo con un plan acordado por Juan II con el condestable, salió de Ávila y el 15 de mayo tomó Medina del Campo y a continuación el castillo de la Mota y Olmedo, todas ellas posesiones de don Juan. Esta actuación del rey poniéndose claramente del lado del condestable don Álvaro de Luna obligó a la Liga a considerar a Juan II como un enemigo directo y dirigir sus fuerzas también contra él. Por eso el grueso de las fuerzas de la Liga que habían sitiado Maqueda levantaron el cerco y volvieron a cruzar la sierra de Guadarrama para dirigirse a Medina del Campo donde se encontraba el grueso del ejército de Juan II.
A Medina del Campo acudió el 8 de junio el condestable don Álvaro de Luna con 1.600 hombres de armas para reforzar su defensa, pero el 28 de junio las huestes de la Liga lograron franquear las murallas y entrar por sorpresa en el interior de la villa. Se apoderaron fácilmente del lugar porque los 3000 hombres del ejército real se negaron a luchar, según un cronista de la época, «por la mala querencia que todos avían al su condestable». Este, su hermano el arzobispo de Toledo y el maestre de la Orden de Alcántara lograron escapar, no así el rey Juan II que cayó en poder de la Liga, aunque como escribió un cronista de la época, «siempre el rey fue guardado e acatado con toda humill reverençia». Los asaltantes contaron con el apoyo de la reina María y del príncipe de Asturias don Enrique, lo que, según César Álvarez Álvarez, «da al golpe un cierto revestimiento de legalidad aunque ello suponga poner de manifiesto la ruptura del matrimonio regio».
A partir del asalto a Medina del Campo, como ha señalado Jaume Vicens Vives, «Juan de Navarra fue el árbitro de la política castellana».

## La sentencia

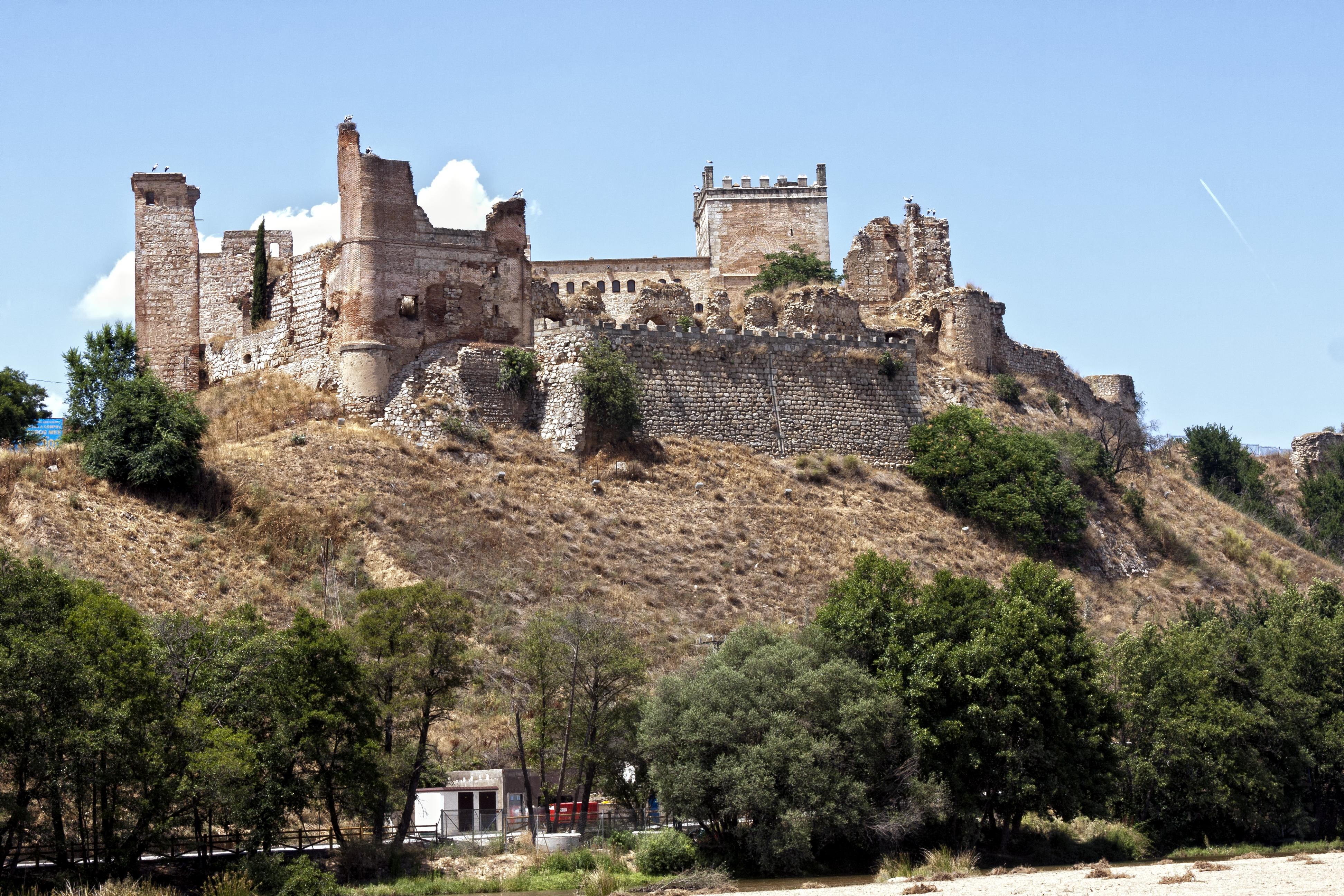
Castillo de Escalona que el condestable don Álvaro de Luna tuvo que entregar en cumplimiento de la sentencia de Medina del Campo

Pocos días después del asalto a Medina del Campo se firmaba la sentencia de Medina del Campo en la que los vencedores impusieron sus condiciones a los vencidos, aunque en teoría la sentencia debía ser el resultado de un pacto entre ambos ―representados los primeros por el almirante de Castilla y los segundo por el conde de Alba― a partir de la propuesta de la reina María y del príncipe de Asturias, que habían sido nombrados mediadores. Según la sentencia, a la que el rey dio su conformidad el 9 de julio, seis días después de haber sido redactada, el condestable don Álvaro de Luna era desterrado de la corte durante seis años ―estando obligado a residir en sus villas de San Martín de Valdeiglesias o Riaza con 50 hombres como máximo de escolta―, y sus partidarios debían abandonarlo volviendo a sus posesiones ―y marchar de la corte si así lo decidía una comisión encabezada por los infantes don Juan y don Enrique―. Además quedaba prohibida toda comunicación de don Álvaro con el rey ni la formación de alianzas o ligas. Como garantía del cumplimiento de la sentencia los castillos de Santisteban, Ayllón, Maderuelo, Langa, Rejas, Maqueda, Montalbán, Castil de Vayuela y Escalona, todos ellos posesiones de don Álvaro, debían ser entregados a capitanes neutrales, y el hijo de don Álvaro, don Juan de Luna quedaría bajo la custodia del conde de Benavente.
En la sentencia se incluían otras disposiciones referentes a devolución de los castillos, plazas y villas ocupadas por cada bando durante la guerra civil y a la anulación de todas las mercedes y provisiones de cargos y oficios hechas por la corte desde el 1 de septiembre de 1438 que determinara una comisión compuesta por la reina María, el príncipe de Asturias y el almirante de Castilla. También se estableció la composición del consejo real que debía estar integrado ―renovándose cada cuatro meses― por tres grandes de Castilla, dos prelados, dos caballeros y cuatro doctores ―estos últimos renovados cada seis meses―.

## Consecuencias
El texto definitivo de la sentencia se hizo público el 1 de agosto de 1441 en Burgos, a donde se había trasladado la corte desde Medina del Campo. Estaba precedido de una declaración del rey en la que este justificaba todo lo que habían hecho los infantes de Aragón y la Liga con el argumento de que había sido realizado para «guardar y cumplir el servicio real, y la preeminencia y honor de la corona, y el bien público, paz y sosiego de los reinos». Pocos días después, el 9 de agosto, un representante de don Álvaro de Luna se comprometió ante el rey a acatar la sentencia de Medina del Campo. Y el 30 de septiembre eran los miembros de la Liga los que mediante una carta dirigida al condestable se comprometían a su vez a respetar su persona y sus bienes.
Por otro lado, para sellar la alianza entre los infantes de Aragón y los líderes de la Liga se acordó el matrimonio del infante don Enrique con doña Beatriz de Pimentel, hija del conde de Benavente, y la de don Juan, que acababa de enviudar al haber muerto en el mes de mayo su esposa Blanca I de Navarra, con doña Juana Enríquez, hija del almirante de Castilla.